# 敬川站
敬川站（日语：／ Uyagawa eki */?）是位於島根縣江津市敬川町，西日本旅客鐵道（JR西日本）的山陰本線車站。事務管號碼為▲640761。
截至2020年3月，快速列車只有黃昏上行1班班次停站（該列車在益田站至湯里站各站停車）。

## 歷史
- 1959年（昭和34年）4月1日 - 國鐵山陰本線都野津站至波子站之間開設此站。為旅客扯車站。
  - 當時車站地址島根縣江津市大字敬川。
- 1975年（昭和50年） - 隨著町名改名，車站地址為現時位置。
- 1987年（昭和62年）4月1日 - 伴隨國鐵分割民營化，車站由西日本旅客鐵道（JR西日本）營運。

## 車站構造
車站是一座地面車站，設有1面1線的單式月台，益田方向的列車會開啟左邊車門。出雲市方向與益田方向的列車使用同一月台。月台上設有候車室。
車站由濱田鐵道部管理的無人車站。車站沒有乘車站證明票發行機和自動售票機。
此站曾經客車列車會通過此站。

## 使用狀況
以下為近年1日平均乘車人次列表：
| 乘車人次變化 | 乘車人次變化    |
| 年度         | 1日平均乘車人次 |
| ------------ | --------------- |
| 1984         | 26              |
| 1994         | 76              |
| 1999         | 57              |
| 2000         | 49              |
| 2001         | 38              |
| 2002         | 38              |
| 2003         | 45              |
| 2004         | 36              |
| 2005         | 30              |
| 2006         | 27              |
| 2007         | 29              |
| 2008         | 30              |
| 2009         | 29              |
| 2010         | 28              |
| 2011         | 27              |
| 2012         | 25              |
| 2013         | 28              |
| 2014         | 29              |
| 2015         | 32              |
| 2016         | 28              |
| 2017         | 22              |

## 車站周邊
- 敬川簡易郵局
- 敬川八幡宮
- 敬川饅頭中田屋
- 山陰自動車道江津西交匯處
- 國道9號
- 家居廣場NAFCO（日语：ナフコ (ホームセンター)）西江津店
- Komeri家居中心江津店
- 折扣藥品Cosmos敬川店

## 相鄰車站
西日本旅客鐵道
山陰本線
- 部分快速水快車停車站。

都野津－敬川－波子

## 注腳
1. ↑  日本國有鐵道旅客局(1984)『鉄道・航路旅客運賃・料金算出表 昭和59年４月20日現行』。
2. ↑  《JTB時刻表》 1982年11月號
3. ↑  島根縣統計書

## 外部連結
- 敬川｜車站資訊：JR出門網 - 西日本旅客鐵道